# Florent-en-Argonne
Florent-en-Argonne ist eine französische Gemeinde mit 217 Einwohnern (Stand 1. Januar 2022) im Département Marne in der Region Grand Est (vor 2016 Champagne-Ardenne). Sie gehört zum Arrondissement Châlons-en-Champagne und zum Kanton Argonne Suippe et Vesle.

## Geographie
Florent-en-Argonne liegt rund 40 Kilometer nordöstlich von Châlons-en-Champagne. Nachbargemeinden sind Vienne-le-Château im Norden, Lachalade im Nordosten, Le Claon im Osten, Le Neufour im Südosten, Sainte-Menehould im Süden, Chaudefontaine im Südwesten sowie Moiremont im Westen.

## Bevölkerungsentwicklung
| Jahr                       | 1962 | 1968 | 1975 | 1982 | 1990 | 1999 | 2006 | 2011 | 2018 |
| -------------------------- | ---- | ---- | ---- | ---- | ---- | ---- | ---- | ---- | ---- |
| Einwohner                  | 334  | 300  | 265  | 252  | 234  | 235  | 245  | 255  | 231  |
| Quellen: Cassini und INSEE |      |      |      |      |      |      |      |      |      |

## Sehenswürdigkeiten
- Kirche L’Invention-de-Saint-Étienne
- französischer Nationalfriedhof